# Schietsport op de Olympische Zomerspelen 2008 (kwalificatie)
Deze pagina beschrijft de kwalificatie voor het schiettoernooi op de Olympische Zomerspelen 2008.

## Kwalificatie
Elk land mag per onderdeel maximaal twee schutters inschrijven, behalve bij de vrouwen skeet en trap waar maximaal één plaats per land beschikbaar is. Tijdens diverse toernooien kunnen schutters startbewijzen voor hun land verdienen. Dat land bepaald vervolgens welke schutter welk startbewijs mag invullen. Deze schutter moet wel een minimumniveau hebben voor het betreffende onderdeel. Maximaal 390 schutters doen mee.
Daarnaast nodigt de olympische tripartitecommissie nog 24 landen aan die zich nog niet hebben geplaatst om één schutter te laten deelnemen. Tien daarvan zijn afkomstig uit kleine landen, landen die historisch gezien met maximaal zes sporters deelnemen. De overige 14 plaatsen kunnen aan elk ander land worden gegeven.

## Overzicht
| Nation                       | Men     | Men     | Men   | Men | Men | Men   | Men    | Men    | Men    | Vrouwen  | Vrouwen | Vrouwen | Vrouwen | Vrouwen | Vrouwen | Total | Total   |
| Nation                       | FR 3x40 | FR 60PR | AR 60 | FP  | RFP | AP 60 | TR 125 | DT 150 | SK 125 | STR 3x20 | AR 40   | SP      | AP 40   | TR 75   | SK 75   | Quota | Atleten |
| ---------------------------- | ------- | ------- | ----- | --- | --- | ----- | ------ | ------ | ------ | -------- | ------- | ------- | ------- | ------- | ------- | ----- | ------- |
| Albanië                      |         |         |       |     |     |       |        |        |        |          |         | 1       | 1       |         |         | 2     | 1       |
| Amerikaanse Maagdeneilanden  |         | 1       |       |     |     |       |        |        |        |          |         |         |         |         |         | 1     | 1       |
| Argentinië                   |         |         |       |     |     |       | 1      |        |        |          |         |         |         |         |         | 1     | 1       |
| Armenië                      |         |         |       | 1   |     | 1     |        |        |        |          |         |         |         |         |         | 2     | 1       |
| Australië                    | 2       | 2       | 2     | 2   | 1   | 2     | 2      | 1      | 2      | 2        | 2       | 2       | 2       | 1       | 1       | 26    | 17      |
| Azerbeidzjan                 |         |         |       |     |     |       |        |        |        |          |         |         |         |         | 1       | 1     | 1       |
| Bahrein                      |         | 1       |       |     |     |       |        |        |        |          |         |         |         |         |         | 1     | 1       |
| Bangladesh                   |         |         | 1     |     |     |       |        |        |        |          |         |         |         |         |         | 1     | 1       |
| Bolivia                      |         |         |       |     |     |       | 1      |        |        |          |         |         |         |         |         | 1     | 1       |
| Bosnië en Herzegovina        | 1       | 1       | 1     |     |     |       |        |        |        |          |         |         |         |         |         | 3     | 1       |
| Brazilië                     |         |         |       | 2   | 1   | 2     |        |        |        |          |         |         |         |         |         | 5     | 2       |
| Bulgarije                    |         |         |       | 1   |     | 1     |        |        |        | 1        | 1       | 2       | 2       |         |         | 8     | 4       |
| Canada                       |         | 1       |       |     |     |       | 1      | 1      |        |          |         | 1       | 1       | 1       |         | 6     | 4       |
| Chili                        |         |         |       |     |     |       |        |        | 1      |          |         |         |         |         |         | 1     | 1       |
| China                        | 2       | 2       | 2     | 2   | 2   | 2     | 2      | 2      | 2      | 2        | 2       | 2       | 2       | 1       | 1       | 28    | 24      |
| Chinees Taipei               |         |         |       |     |     |       |        |        |        |          |         | 1       | 1       |         |         | 2     | 1       |
| Colombia                     |         |         |       |     |     |       |        |        | 1      |          |         |         |         |         |         | 1     | 1       |
| Cuba                         | 1       | 1       | 1     |     | 1   |       |        |        |        | 1        | 1       |         |         |         |         | 6     | 3       |
| Cyprus                       |         |         |       |     |     |       |        |        | 2      |          |         |         |         |         | 1       | 3     | 3       |
| Denemarken                   |         |         |       |     |     |       |        |        | 1      |          |         |         |         |         |         | 1     | 1       |
| Duitsland                    | 2       | 2       | 2     | 2   | 2   | 2     | 2      |        | 2      | 2        | 2       | 2       | 2       | 1       | 1       | 26    | 18      |
| Dominicaanse Republiek       |         |         |       |     |     |       |        |        | 1      |          |         |         |         |         |         | 1     | 1       |
| Ecuador                      |         |         |       |     |     |       |        |        |        |          |         | 1       |         |         |         | 1     | 1       |
| Egypte                       | 1       | 1       | 1     | 1   |     | 1     | 1      |        | 1      |          | 1       |         |         |         | 1       | 9     | 9       |
| El Salvador                  |         |         |       |     |     |       |        |        |        |          |         | 1       | 1       |         |         | 2     | 1       |
| Estland                      |         |         |       |     |     |       |        |        | 1      |          |         |         |         |         |         | 1     | 1       |
| Fiji                         |         |         |       |     |     |       | 1      |        |        |          |         |         |         |         |         | 1     | 1       |
| Filipijnen                   |         |         |       |     |     |       | 1      |        |        |          |         |         |         |         |         | 1     | 1       |
| Finland                      | 2       | 2       | 1     | 1   |     | 1     |        |        |        | 2        | 2       |         | 1       | 1       | 1       | 14    | 8       |
| Frankrijk                    | 2       | 2       | 1     | 2   |     | 2     | 2      |        | 1      | 2        | 2       | 2       | 2       | 1       | 1       | 22    | 13      |
| Georgië                      |         |         |       |     |     |       |        |        |        |          |         | 1       | 1       |         |         | 2     | 1       |
| Griekenland                  |         |         |       |     |     |       |        |        | 1      |          |         |         |         |         |         | 1     | 1       |
| Groot-Brittannië             | 1       | 1       | 1     |     |     |       |        | 2      |        |          |         |         |         | 1       | 1       | 7     | 5       |
| Guatemala                    |         |         |       |     |     |       |        |        | 1      |          |         |         |         |         |         | 1     | 1       |
| Hongarije                    | 1       | 1       | 1     |     |     |       |        | 1      |        | 1        | 1       | 1       | 1       |         | 1       | 9     | 5       |
| Hongkong                     |         |         |       |     | 1   |       |        |        |        |          |         |         |         |         |         | 1     | 1       |
| Ierland                      |         |         |       |     |     |       | 1      |        |        |          |         |         |         |         |         | 1     | 1       |
| India                        | 2       | 2       | 2     | 1   |     | 1     | 2      | 1      |        | 2        | 2       |         |         |         |         | 15    | 9       |
| Indonesië                    |         |         |       |     |     |       |        |        |        |          | 1       |         |         |         |         | 1     | 1       |
| Israël                       | 2       | 2       | 1     |     |     |       |        |        |        |          |         |         |         |         |         | 5     | 3       |
| Italië                       | 2       | 2       | 2     | 2   |     | 2     | 2      | 2      | 2      | 1        | 1       | 1       | 1       | 1       | 1       | 22    | 15      |
| Japan                        | 1       | 1       | 1     | 2   |     | 2     |        |        |        |          |         | 1       | 1       | 1       |         | 10    | 5       |
| Kazachstan                   | 2       | 2       | 2     | 1   |     | 1     |        |        |        | 1        | 1       | 1       | 1       | 1       |         | 13    | 6       |
| Kirgizië                     | 1       | 1       | 1     |     |     |       |        |        |        |          |         |         |         |         |         | 3     | 1       |
| Koeweit                      |         |         |       |     |     |       | 1      |        | 2      |          |         |         |         |         |         | 3     | 3       |
| Kroatië                      | 1       | 1       | 1     |     |     |       | 1      |        |        | 2        | 2       |         |         |         |         | 8     | 4       |
| Letland                      |         |         |       |     | 1   |       |        |        |        |          |         |         |         |         |         | 1     | 1       |
| Libanon                      |         |         |       |     |     |       |        |        | 1      |          |         |         |         |         |         | 1     | 1       |
| Liechtenstein                |         |         | 1     |     |     |       |        |        |        |          |         |         |         |         |         | 1     | 1       |
| Litouwen                     |         |         |       |     |     |       |        |        |        |          |         |         |         | 1       |         | 1     | 1       |
| Macedonië                    |         |         | 1     |     |     |       |        |        |        |          |         |         |         |         |         | 1     | 1       |
| Maleisië                     |         |         |       |     | 1   |       |        |        |        |          |         |         |         |         |         | 1     | 1       |
| Malta                        |         |         |       |     |     |       |        | 1      |        |          |         |         |         |         |         | 1     | 1       |
| Mexico                       |         |         | 2     |     |     |       |        |        | 1      | 1        |         |         |         |         |         | 4     | 4       |
| Moldavië                     |         |         |       |     | 1   |       |        |        |        |          |         |         |         |         |         | 1     | 1       |
| Monaco                       |         |         |       |     |     |       |        |        |        |          | 1       |         |         |         |         | 1     | 1       |
| Mongolië                     |         |         |       |     |     |       |        |        |        | 1        | 1       | 2       | 2       |         |         | 6     | 3       |
| Montenegro                   |         |         |       | 1   |     | 1     |        |        |        |          |         |         |         |         |         | 2     | 1       |
| Namibië                      |         |         |       |     |     |       |        |        |        |          |         |         |         | 1       |         | 1     | 1       |
| Nederlandse Antillen         |         |         |       |     |     | 1     |        |        |        |          |         |         |         |         |         | 1     | 1       |
| Nepal                        |         |         |       |     |     |       |        |        |        |          | 1       |         |         |         |         | 1     | 1       |
| Nicaragua                    |         | 1       | 1     |     |     |       |        |        |        |          |         |         |         |         |         | 2     | 1       |
| Nieuw-Zeeland                |         | 1       |       |     |     | 1     | 1      | 1      |        |          |         |         |         | 1       |         | 5     | 4       |
| Noord-Korea                  |         |         |       | 2   |     | 2     |        |        |        |          |         | 1       | 1       | 1       | 1       | 8     | 6       |
| Noorwegen                    | 2       | 2       | 2     |     |     |       |        |        | 2      | 2        | 2       |         |         |         |         | 12    | 7       |
| Oekraïne                     | 2       | 2       | 2     | 2   | 2   | 2     |        |        | 1      | 2        | 2       | 1       | 1       |         |         | 19    | 12      |
| Oezbekistan                  |         |         |       | 1   |     | 1     |        |        |        | 1        | 1       |         |         |         |         | 4     | 2       |
| Oman                         |         | 1       |       |     |     |       |        |        |        |          |         |         |         |         |         | 1     | 1       |
| Oostenrijk                   | 2       | 2       | 2     |     |     |       |        |        |        |          |         |         |         |         |         | 6     | 3       |
| Pakistan                     | 1       |         | 1     |     |     |       |        |        |        |          |         |         |         |         |         | 2     | 1       |
| Paraguay                     |         |         |       |     |     |       |        |        |        |          |         |         | 1       |         |         | 1     | 1       |
| Peru                         |         |         |       |     |     |       |        |        | 1      |          |         |         |         |         |         | 1     | 1       |
| Polen                        | 1       | 1       | 1     | 1   |     | 1     |        |        |        | 2        | 2       | 2       | 2       |         |         | 13    | 6       |
| Portugal                     |         |         |       | 1   |     | 1     | 1      |        |        |          |         |         |         |         |         | 3     | 2       |
| Puerto Rico                  |         |         |       |     |     |       |        | 1      |        |          |         |         |         |         |         | 1     | 1       |
| Qatar                        |         |         |       |     |     |       |        |        | 2      |          |         |         |         |         |         | 2     | 2       |
| Roemenië                     |         |         | 1     |     | 1   | 1     |        |        | 1      |          |         |         |         |         | 1       | 5     | 4       |
| Rusland                      | 2       | 2       | 2     | 2   | 2   | 2     | 2      | 2      | 2      | 2        | 2       | 2       | 2       | 1       | 1       | 28    | 22      |
| San Marino                   |         |         |       |     |     |       |        |        |        |          |         |         |         | 1       |         | 1     | 1       |
| Saoedi-Arabië                |         |         |       |     |     |       |        |        | 1      |          |         |         |         |         |         | 1     | 1       |
| Servië                       | 2       | 2       | 2     | 1   |     | 1     |        |        |        | 1        | 1       | 1       | 1       |         |         | 12    | 5       |
| Singapore                    |         |         |       |     |     |       | 1      |        |        |          |         |         |         |         |         | 1     | 1       |
| Slovenië                     | 1       | 1       | 1     |     |     |       |        |        |        |          |         |         |         |         |         | 3     | 1       |
| Slowakije                    | 1       | 1       |       | 1   |     | 1     | 2      |        |        | 1        | 1       |         |         | 1       | 1       | 10    | 7       |
| Spanje                       |         | 1       | 1     |     |     |       | 2      |        | 2      |          |         | 2       | 2       |         |         | 10    | 7       |
| Sri Lanka                    |         |         |       | 1   |     | 1     |        |        |        |          |         |         |         |         |         | 2     | 1       |
| Syrië                        |         |         |       |     |     |       |        |        | 1      |          |         |         |         |         |         | 1     | 1       |
| Tadzjikistan                 |         |         |       | 1   |     | 1     |        |        |        |          |         |         |         |         |         | 2     | 1       |
| Thailand                     |         |         |       | 1   |     | 1     |        |        |        | 2        | 2       | 1       | 1       |         | 1       | 9     | 5       |
| Trinidad en Tobago           |         |         |       |     |     | 1     |        |        |        |          |         |         |         |         |         | 1     | 1       |
| Tsjechië                     | 2       | 2       | 1     | 1   | 2   |       | 1      |        | 1      | 2        | 2       | 2       | 2       |         |         | 18    | 13      |
| Turkije                      |         |         |       | 1   |     | 1     |        |        |        |          |         |         |         |         |         | 2     | 1       |
| Turkmenistan                 |         |         |       |     |     |       |        |        |        |          | 1       |         |         |         |         | 1     | 1       |
| Uruguay                      |         |         |       |     |     |       |        |        |        |          |         |         | 1       |         |         | 1     | 1       |
| Venezuela                    |         |         |       |     |     |       |        |        |        | 1        | 1       |         |         |         |         | 2     | 1       |
| Verenigde Arabische Emiraten |         |         |       |     |     |       | 1      | 1      | 1      |          |         |         |         |         |         | 3     | 2       |
| Verenigde Staten             | 2       | 2       | 2     | 2   | 1   | 2     | 2      | 2      | 2      | 2        | 2       | 2       | 2       | 1       | 1       | 27    | 22      |
| Vietnam                      |         |         |       | 1   |     | 1     |        |        |        |          |         |         |         |         |         | 2     | 1       |
| Wit-Rusland                  | 2       | 2       | 1     | 2   |     | 2     |        |        | 1      |          |         | 2       | 2       |         |         | 14    | 8       |
| Zuid-Afrika                  |         |         |       |     |     |       |        |        |        | 1        |         |         |         | 1       |         | 2     | 2       |
| Zuid-Korea                   | 2       | 2       | 2     | 2   |     | 2     | 1      |        |        | 1        | 2       | 2       | 2       | 1       | 1       | 20    | 14      |
| Zweden                       |         |         |       |     |     |       |        | 1      |        |          |         |         |         |         | 1       | 2     | 2       |
| Zwitserland                  | 2       | 2       | 1     | 1   |     | 1     |        |        |        | 2        | 2       | 1       | 2       |         |         | 14    | 8       |
| Totaal: 103 NOCs             | 50      | 56      | 51    | 45  | 19  | 48    | 35     | 19     | 41     | 43       | 47      | 41      | 44      | 20      | 19      | 578   | 390     |

## Kwalificatie tijdlijn
| Toernooi                                              | Datum                      | Locatie        |
| ----------------------------------------------------- | -------------------------- | -------------- |
| WK 2006                                               | 21 juli - 5 augustus 2006  | Zagreb         |
| WK Kleiduiven 2005                                    | 24-31 mei 2005             | Lonato         |
| WK Kleiduiven 2007                                    | 1-10 september 2007        | Nicosia        |
| 2005 Wereldbeker #1                                   | 8-17 april 2005            | Changwon       |
| 2005 Wereldbeker #2 geweer, pistool                   | 7-15 mei 2005              | Fort Benning   |
| 2005 Wereldbeker #2 kleiduiven                        | 16-23 mei 2005             | Rome           |
| 2005 Wereldbeker #3 geweer, pistool                   | 6-13 juni 2005             | München        |
| 2005 Wereldbeker #4 geweer, pistool                   | 13-20 juni 2005            | Milaan         |
| 2005 Wereldbeker #3 kleiduiven                        | 14-21 juli 2005            | Belgrado       |
| 2005 Wereldbeker #4 kleiduiven                        | 5-14 augustus 2005         | Americana      |
| 2006 Wereldbeker #1 geweer, pistool                   | 25 maart - 2 april 2006    | Guangzhou      |
| 2006 Wereldbeker #1 kleiduiven                        | 2-11 april 2006            | Qingyuan       |
| 2006 Wereldbeker #2 geweer, pistool                   | 25 april - 3 mei 2006      | Resende        |
| 2006 Wereldbeker #2 kleiduiven                        | 4-12 mei 2006              | Kerrville      |
| 2006 Wereldbeker #3 kleiduiven                        | 16-25 mei 2006             | Caïro          |
| 2006 Wereldbeker #3 geweer, pistool                   | 22-29 mei 2006             | München        |
| 2006 Wereldbeker #4 geweer, pistool                   | 29 mei - 5 juni 2006       | Milaan         |
| 2006 Wereldbeker #4 kleiduiven                        | 6-15 juni 2006             | Suhl           |
| 2007 Wereldbeker #1 kleiduiven                        | 18-29 maart 2007           | Santo Domingo  |
| 2007 Wereldbeker #1 geweer, pistool                   | 31 maart - 8 april 2007    | Fort Benning   |
| 2007 Wereldbeker #2 kleiduiven                        | 13-24 april 2007           | Changwon       |
| 2007 Wereldbeker #2 geweer, pistool                   | 25 april - 3 mei 2007      | Sydney         |
| 2007 Wereldbeker #3 geweer, pistool                   | 3-11 mei 2007              | Bangkok        |
| 2007 Wereldbeker #4 geweer, pistool                   | 28 mei - 4 juni 2007       | München        |
| 2007 Wereldbeker #3 kleiduiven                        | 6-15 juni 2007             | Lonato         |
| 2007 Wereldbeker #4 kleiduiven                        | 26 juni - 7 juli 2007      | Maribor        |
| Amerikaanse kampioenschappen 2005                     | 1-11 november 2005         | Salinas        |
| Pan-Amerikaanse Spelen 2007                           | 13-29 juli 2007            | Rio de Janeiro |
| Afrikaanse kampioenschappen 2007                      | 1-9 maart 2007             | Caïro          |
| Europese kampioenschappen 2007 25 m, 50 m, kleiduiven | 10-25 juli 2007            | Granada        |
| Europese kampioenschappen 2007 10 m                   | 12-18 maart 2007           | Deauville      |
| Aziatische kampioenschappen 2007                      | 5-12 december 2007         | Koeweit        |
| Kampioenschappen van Oceanië 2007                     | 27 oktober-4 november 2007 | Sydney         |

## Mannen geweer 50 meter drie houdingen
| kwalificatietoernooi         | quotumplaatsen | gekwalificeerd schutter | aangemeld deelnemer   |
| ---------------------------- | -------------- | ----------------------- | --------------------- |
| Gastland                     | CHN            |                         | Qiu Jian              |
| WK 2006                      | SRB            | Stevan Pletikosic       | Stevan Pletikosic     |
| WK 2006                      | USA            | Matthew Emmons          | Matthew Emmons        |
| WK 2006                      | NOR            | Harald Stenvaag         | Espen Berg-Knutsen    |
| WK 2006                      | SUI            | Marcel Buerge           | Marcel Buerge         |
| 2005 Wereldbeker #1          | CHN *          | Zhang Fu                |                       |
| 2005 Wereldbeker #2          | FIN            | Juha Hirvi              | Juha Hirvi            |
| 2005 Wereldbeker #3          | RUS            | Sergei Kovalenko        | Sergei Kovalenko      |
| 2005 Wereldbeker #4          | SVK            | Jozef Gonci             | Jozef Gonci           |
| 2006 Wereldbeker #1          | NOR            | Vebjoern Berg           | Vebjoern Berg         |
| 2006 Wereldbeker #2          | AUT            | Thomas Farnik           | Thomas Farnik         |
| 2006 Wereldbeker #3          | SLO            | Rajmond Debevec         | Rajmond Debevec       |
| 2006 Wereldbeker #4          | UKR            | Artoer Ajvazjan         | Artoer Ajvazjan       |
| 2007 Wereldbeker #1          | IND            | Sanjeev Rajput          | Sanjeev Rajput        |
| 2007 Wereldbeker #2          | SRB            | Nemanja Mirosavljev     | Nemanja Mirosavljev   |
| 2007 Wereldbeker #3          | FRA            | Josselin Henry          | Josselin Henry        |
| 2007 Wereldbeker #4          | BLR *          | Yury Shcherbatsevich    |                       |
| Amerikaanse kampioenschappen | USA *          | Jason Dardas            |                       |
| Pan-Amerikaanse Spelen       | CUB            | Liecer Perez Exposito   | Liecer Perez Exposito |
| Afrikaanse kampioenschappen  | EGY            | Mohamed Amer            | Mohamed Amer          |
| Europese kampioenschappen    | ISR            | Doron Egozi             | Doron Egozi           |
| Europese kampioenschappen    | CZE            | Thomas Jerabek          | Thomas Jerabek        |
| Europese kampioenschappen    | SUI            | Beat Mueller            | Beat Mueller          |
| Aziatische kampioenschappen  | KAZ            | Vitaliy Dovgun          | Vitaliy Dovgun        |
| Aziatische kampioenschappen  | KOR            | Park Bong Duk           | Han Jin Seop          |
| Kampioenschappen van Oceanië | NZL *          | Dayle Slinn             |                       |
| Wildcard universele plaatsen | BIH            |                         | Nedzad Fazlija        |
| Wildcard universele plaatsen | PAK            |                         | Siddique Umer         |
| Wildcard herverdeeld         | AUS **         |                         | Ben Burge             |
| Wildcard herverdeeld         | ITA **         |                         | Niccolo Campriani     |
| Wildcard herverdeeld         | KAZ **         |                         | Yuriy Yurkov          |
| overige                      | AUS            |                         | Matthew Inabinet      |
| overige                      | AUT            |                         | Mario Knoegler        |
| overige                      | BLR            |                         | Sergei Martynov       |
| overige                      | BLR            |                         | Vitali Bubnovich      |
| overige                      | CHN            |                         | Jia Zhanbo            |
| overige                      | CRO            |                         | Petar Gorsa           |
| overige                      | CZE            |                         | Vaclav Haman          |
| overige                      | FIN            |                         | Henri Hakkinen        |
| overige                      | FRA            |                         | Valerian Sauveplane   |
| overige                      | GBR            |                         | Jonathan Hammond      |
| overige                      | GER            |                         | Maik Eckhardt         |
| overige                      | GER            |                         | Michael Winter        |
| overige                      | HUN            |                         | Peter Sidi            |
| overige                      | ISR            |                         | Gil Simkovitch        |
| overige                      | IND            |                         | Gagan Narang          |
| overige                      | ITA            |                         | Marco De Nicolo       |
| overige                      | JPN            |                         | Toshikazu Yamashita   |
| overige                      | KGZ            |                         | Ruslan Ismailov       |
| overige                      | KOR            |                         | Park Bong Duk         |
| overige                      | POL            |                         | Robert Kraskowski     |
| overige                      | RUS            |                         | Artem Khadjibekov     |
| overige                      | UKR            |                         | Joeri Soechoroekov    |
| overige                      | USA            |                         | Jason Parker          |
| TOTAAL                       |                |                         | 50                    |

## Mannen geweer 50 meter liggend
| kwalificatietoernooi         | quotumplaatsen | gekwalificeerd schutter | aangemeld deelnemer       |
| ---------------------------- | -------------- | ----------------------- | ------------------------- |
| WK 2006                      | UKR            | Joeri Soechoroekov      | Joeri Soechoroekov        |
| WK 2006                      | ITA            | Marco De Nicolo         | Marco De Nicolo           |
| WK 2006                      | AUT            | Mario Knoegler          | Mario Knoegler            |
| WK 2006                      | SUI            | Simon Beyeler           | Simon Beyeler             |
| 2005 Wereldbeker #1          | KOR            | Han Jin Seop            | Kim Hak Man               |
| 2005 Wereldbeker #2          | FRA            | Valerian Sauveplane     | Valerian Sauveplane       |
| 2005 Wereldbeker #3          | BLR            | Sergei Martynov         | Sergei Martynov           |
| 2005 Wereldbeker #4          | BLR            | Petr Litvinchuk         | Petr Litvinchuk           |
| 2006 Wereldbeker #1          | RUS            | Artem Khadjibekov       | Artem Khadjibekov         |
| 2006 Wereldbeker #2          | USA            | Thomas Tamas            | Thomas Tamas              |
| 2006 Wereldbeker #3          | HUN            | Peter Sidi              | Peter Sidi                |
| 2006 Wereldbeker #4          | RUS            | Viatcheslav Botchkarev  | Konstantin Prikhodtchenko |
| 2007 Wereldbeker #1          | GER            | Christian Lusch         | Maik Eckhardt             |
| 2007 Wereldbeker #2          | AUS            | Warren Potent           | Warren Potent             |
| 2007 Wereldbeker #3          | KOR            | Lee Hyun Tae            | Park Bong Duk             |
| 2007 Wereldbeker #4          | ISR            | Gil Simkovitch          | Gil Simkovitch            |
| Amerikaanse kampioenschappen | CAN            | Johannes Sauer          | Johannes Sauer            |
| Pan-Amerikaanse Spelen       | USA *          | Michael McPhail         |                           |
| Afrikaanse kampioenschappen  | EGY            | Amgad Hosen             | Hazem Mohamed             |
| Europese kampioenschappen    | NOR            | Espen Berg-Knutsen      | Espen Berg-Knutsen        |
| Europese kampioenschappen    | GBR            | Jonathan Hammond        | Jonathan Hammond          |
| Europese kampioenschappen    | CZE            | Petr Smol               | Miroslav Varga            |
| Aziatische kampioenschappen  | CHN            | Jia Zhanbo              | Jia Zhanbo                |
| Aziatische kampioenschappen  | OMA            | Allahdad Al Balushi     | Allahdad Al Balushi       |
| Kampioenschappen van Oceanië | NZL            | Adrian Black            | Robert Eastham            |
| Wildcard tripartitecommissie | NCA            |                         | Walter Antonio Martinez   |
| Wildcard universele plaatsen | ISV            |                         | Ned Gerard                |
| Wildcard herverdeeld         | BRN            |                         | Salman Zaman              |
| Wildcard herverdeeld         | ISR **         |                         | Guy Starik                |
| overige                      | AUS            |                         | Ben Burge                 |
| overige                      | AUT            |                         | Christian Planer          |
| overige                      | BIH            |                         | Nedzad Fazlija            |
| overige                      | CHN            |                         | Qiu Jian                  |
| overige                      | CRO            |                         | Petar Gorsa               |
| overige                      | CUB            |                         | Liecer Perez Exposito     |
| overige                      | CZE            |                         | Thomas Jerabek            |
| overige                      | ESP            |                         | Luis Martinez             |
| overige                      | FIN            |                         | Juha Hirvi                |
| overige                      | FIN            |                         | Henri Hakkinen            |
| overige                      | FRA            |                         | Josselin Henry            |
| overige                      | GER            |                         | Michael Winter            |
| overige                      | IND            |                         | Sanjeev Rajput            |
| overige                      | IND            |                         | Gagan Narang              |
| overige                      | ITA            |                         | Niccolo Campriani         |
| overige                      | JPN            |                         | Toshikazu Yamashita       |
| overige                      | KAZ            |                         | Vitaliy Dovgun            |
| overige                      | KAZ            |                         | Yuriy Yurkov              |
| overige                      | KGZ            |                         | Ruslan Ismailov           |
| overige                      | NOR            |                         | Vebjoern Berg             |
| overige                      | POL            |                         | Robert Kraskowski         |
| overige                      | SLO            |                         | Rajmond Debevec           |
| overige                      | SRB            |                         | Stevan Pletikosic         |
| overige                      | SRB            |                         | Nemanja Mirosavljev       |
| overige                      | SUI            |                         | Marcel Buerge             |
| overige                      | SVK            |                         | Jozef Gonci               |
| overige                      | UKR            |                         | Artoer Ajvazjan           |
| overige                      | USA            |                         | Matthew Emmons            |
| TOTAAL                       |                |                         | 56                        |

## Mannen luchtgeweer 10 meter
| kwalificatietoernooi         | quotumplaatsen | gekwalificeerd schutter   | aangemeld deelnemer       |
| ---------------------------- | -------------- | ------------------------- | ------------------------- |
| WK 2006                      | IND            | Abhinav Bindra            | Abhinav Bindra            |
| WK 2006                      | BLR            | Vitali Bubnovich          | Vitali Bubnovich          |
| WK 2006                      | RUS            | Konstantin Prikhodtchenko | Serguei Kruglov           |
| WK 2006                      | CHN            | Li Jie                    | Cao Yifei                 |
| WK 2006                      | UKR            | Oleksandr Lazeykin        | Oleksandr Lazeykin        |
| 2005 Wereldbeker #1          | USA            | Jason Parker              | Jason Parker              |
| 2005 Wereldbeker #2          | CHN            | Zhu Qinan                 | Zhu Qinan                 |
| 2005 Wereldbeker #3          | USA            | Ryan Tanoue               | Stephen Scherer           |
| 2005 Wereldbeker #4          | ROU            | Alin George Moldoveanu    | Alin George Moldoveanu    |
| 2006 Wereldbeker #1          | IND            | Gagan Narang              | Gagan Narang              |
| 2006 Wereldbeker #2          | AUT            | Christian Planer          | Christian Planer          |
| 2006 Wereldbeker #3          | POL            | Robert Kraskowski         | Robert Kraskowski         |
| 2006 Wereldbeker #4          | GER            | Frank Koestel             | Michael Winter            |
| 2007 Wereldbeker #1          | RUS *          | Denis Sokolov             |                           |
| 2007 Wereldbeker #2          | CZE            | Vaclav Haman              | Vaclav Haman              |
| 2007 Wereldbeker #3          | CRO            | Petar Gorsa               | Petar Gorsa               |
| 2007 Wereldbeker #4          | GER            | Tino Mohaupt              | Tino Mohaupt              |
| Amerikaanse kampioenschappen | MEX            | Roberto Elias             | Roberto Elias             |
| Pan-Amerikaanse Spelen       | MEX            | Jose Luis Sanchez         | Jose Luis Sanchez         |
| Afrikaanse kampioenschappen  | EGY            | Mohamed Abdellah          | Mohamed Abdellah          |
| Europese kampioenschappen    | FIN            | Henri Hakkinen            | Henri Hakkinen            |
| Europese kampioenschappen    | NOR            | Are Hansen                | Are Hansen                |
| Europese kampioenschappen    | ESP            | Luis Martinez             | Luis Martinez             |
| Aziatische kampioenschappen  | KGZ            | Ruslan Ismailov           | Ruslan Ismailov           |
| Aziatische kampioenschappen  | JPN            | Toshikazu Yamashita       | Toshikazu Yamashita       |
| Kampioenschappen van Oceanië | AUS            | Matthew Inabinet          | Matthew Inabinet          |
| Wildcard tripartitecommissie | BAN            |                           | Mohammad Hossain          |
| Wildcard tripartitecommissie | LIE            |                           | Oliver Geissmann          |
| Wildcard herverdeeld         | MKD            |                           | Saso Nestorov             |
| overige                      | AUS            |                           | Ben Burge                 |
| overige                      | AUT            |                           | Thomas Farnik             |
| overige                      | BIH            |                           | Nedzad Fazlija            |
| overige                      | CUB            |                           | Liecer Perez Exposito     |
| overige                      | FRA            |                           | Josselin Henry            |
| overige                      | GBR            |                           | Jonathan Hammond          |
| overige                      | HUN            |                           | Peter Sidi                |
| overige                      | ISR            |                           | Doron Egozi               |
| overige                      | ITA            |                           | Marco De Nicolo           |
| overige                      | ITA            |                           | Niccolo Campriani         |
| overige                      | KAZ            |                           | Vitaliy Dovgun            |
| overige                      | KAZ            |                           | Yuriy Yurkov              |
| overige                      | KOR            |                           | Han Jin Seop              |
| overige                      | KOR            |                           | Park Bong Duk             |
| overige                      | NCA            |                           | Walter Antonio Martinez   |
| overige                      | NOR            |                           | Vebjoern Berg             |
| overige                      | PAK            |                           | Siddique Umer             |
| overige                      | RUS            |                           | Konstantin Prikhodtchenko |
| overige                      | SLO            |                           | Rajmond Debevec           |
| overige                      | SRB            |                           | Stevan Pletikosic         |
| overige                      | SRB            |                           | Nemanja Mirosavljev       |
| overige                      | SUI            |                           | Simon Beyeler             |
| overige                      | UKR            |                           | Artoer Ajvazjan           |
| TOTAAL                       |                |                           | 51                        |

## Mannen pistool 50 meter
| kwalificatietoernooi         | quotumplaatsen | gekwalificeerd schutter | aangemeld deelnemer    |
| ---------------------------- | -------------- | ----------------------- | ---------------------- |
| WK 2006                      | ITA            | Vigilio Fait            | Vigilio Fait           |
| WK 2006                      | PRK            | Ryu Myong Yon           | Ryu Myong Yon          |
| WK 2006                      | UKR            | Oleg Omelchuk           | Oleg Omelchuk          |
| WK 2006                      | PRK            | Kim Hyon Ung            | Kim Jong Su            |
| 2005 Wereldbeker #1          | FRA            | Franck Dumoulin         | Franck Dumoulin        |
| 2005 Wereldbeker #2          | CZE            | Martin Tenk             | Martin Tenk            |
| 2005 Wereldbeker #3          | CHN            | Lin Zhongzai            | Lin Zhongzai           |
| 2005 Wereldbeker #4          | CHN *          | Zhang Tian              |                        |
| 2006 Wereldbeker #1          | POR            | Joao Costa              | Joao Costa             |
| 2006 Wereldbeker #2          | RUS            | Mikhail Nestruev        | Mikhail Nestruev       |
| 2006 Wereldbeker #3          | BLR            | Kanstantsin Lukashyk    | Kanstantsin Lukashyk   |
| 2006 Wereldbeker #4          | SVK            | Pavol Kopp              | Pavol Kopp             |
| 2007 Wereldbeker #1          | SUI            | Christoph Schmid        | Christoph Schmid       |
| 2007 Wereldbeker #2          | RUS *          | Boris Kokorev           |                        |
| 2007 Wereldbeker #3          | JPN            | Tomoyuki Matsuda        | Tomoyuki Matsuda       |
| 2007 Wereldbeker #4          | BRA            | Stenio Yamamoto         | Stenio Yamamoto        |
| Amerikaanse kampioenschappen | USA            | Daryl Szarenski         | Daryl Szarenski        |
| Pan-Amerikaanse Spelen       | USA            | Jason Turner            | Jason Turner           |
| Afrikaanse kampioenschappen  | EGY            | Samy Abdel Razaek       | Samy Abdel Razaek      |
| Europese kampioenschappen    | ITA            | Mauro Badaracchi        | Francesco Bruno        |
| Europese kampioenschappen    | ISR *          | Alexander Danilov       |                        |
| Europese kampioenschappen    | FIN            | Kai Jahnsson            | Kai Jahnsson           |
| Aziatische kampioenschappen  | SRI            | Edirisinghe Senanayake  | Edirisinghe Senanayake |
| Aziatische kampioenschappen  | UZB            | Dilshod Mukhtarov       | Dilshod Mukhtarov      |
| Kampioenschappen van Oceanië | AUS            | Daniel Repacholi        | Daniel Repacholi       |
| Wildcard universele plaatsen | VIE            |                         | Nguyen Manh Tuong      |
| Wildcard herverdeeld         | GER **         |                         | Hans-Jörg Meyer        |
| overige                      | ARM            |                         | Norayr Bakhtamyan      |
| overige                      | AUS            |                         | David Moore            |
| overige                      | BLR            |                         | Yury Dauhapolau        |
| overige                      | BRA            |                         | Julio Almeida          |
| overige                      | BUL            |                         | Tanyu Kiriakov         |
| overige                      | CHN            |                         | Tan Zongliang          |
| overige                      | FRA            |                         | Walter Lapeyre         |
| overige                      | GER            |                         | Florian Schmidt        |
| overige                      | IND            |                         | Smaresh Jung           |
| overige                      | JPN            |                         | Susumu Kobayashi       |
| overige                      | KAZ            |                         | Rashid Yunusmetov      |
| overige                      | KOR            |                         | Jin Jong Oh            |
| overige                      | KOR            |                         | Lee Dae Myung          |
| overige                      | MNE            |                         | Nikola Saranovic       |
| overige                      | POL            |                         | Wojciech Knapik        |
| overige                      | RUS            |                         | Vladimir Isakov        |
| overige                      | SRB            |                         | Damir Mikec            |
| overige                      | THA            |                         | Jakkrit Panichpatikum  |
| overige                      | TJK            |                         | Sergey Babikov         |
| overige                      | TUR            |                         | Yusuf Dikec            |
| overige                      | UKR            |                         | Ivan Rybovalov         |
| TOTAAL                       |                |                         | 45                     |

## Mannen snelvuurpistool 25 meter
| kwalificatietoernooi         | quotumplaatsen | gekwalificeerd schutter | aangemeld deelnemer    |
| ---------------------------- | -------------- | ----------------------- | ---------------------- |
| Gastland                     | CHN            |                         | Zhang Penghui          |
| WK 2006                      | RUS            | Sergei Alifirenko       | Leonid Ekimov          |
| WK 2006                      | GER            | Marco Spangenberg       | Christian Reitz        |
| 2006 Wereldbeker #1          | GER            | Ralf Schumann           | Ralf Schumann          |
| 2006 Wereldbeker #2          | UKR            | Oleksandr Petriv        | Oleksandr Petriv       |
| 2006 Wereldbeker #3          | UKR            | Roman Bondaruk          | Roman Bondaruk         |
| 2006 Wereldbeker #4          | CHN            | Liu Zhongsheng          | Liu Zhongsheng         |
| 2007 Wereldbeker #1          | RUS            | Sergei Poliakov         | Alexei Klimov          |
| 2007 Wereldbeker #2          | CZE            | Martin Podhrasky        | Martin Podhrasky       |
| 2007 Wereldbeker #3          | ROU            | Iulian Raicea           | Iulian Raicea          |
| 2007 Wereldbeker #4          | USA            | Keith Sanderson         | Keith Sanderson        |
| Pan-Amerikaanse Spelen       | CUB            | Leurir Pupo             | Leurir Pupo            |
| Afrikaanse kampioenschappen  | EGY *          | Mohamed El Sayed        |                        |
| Europese kampioenschappen    | CZE            | Marin Strnad            | Marin Strnad           |
| Europese kampioenschappen    | POL *          | Piotr Daniluk           |                        |
| Aziatische kampioenschappen  | MAS            | Hasli Izwan Amir Hasan  | Hasli Izwan Amir Hasan |
| Kampioenschappen van Oceanië | AUS            | David Chapman           | Bruce Quick            |
| Wildcard herverdeeld         | LAT            |                         | Afanasijs Kuzmins      |
| Wildcard herverdeeld         | HKG            |                         | Wong Fai               |
| Wildcard herverdeeld         | MDA            |                         | Ghenadie Lisoconi      |
| overige                      | BRA            |                         | Julio Almeida          |
| TOTAAL                       |                |                         | 19                     |

## Mannen luchtpistool 10 meter
| kwalificatietoernooi         | quotumplaatsen | gekwalificeerd schutter | aangemeld deelnemer    |
| ---------------------------- | -------------- | ----------------------- | ---------------------- |
| Gastland                     | CHN            |                         | Pang Wei               |
| WK 2006                      | THA            | Jakkrit Panichpatikum   | Jakkrit Panichpatikum  |
| WK 2006                      | UKR *          | Victor Makarov          |                        |
| WK 2006                      | KAZ *          | Rashid Yunusmetov       |                        |
| WK 2006                      | TUR            | Yusuf Dikec             | Yusuf Dikec            |
| WK 2006                      | ITA            | Francesco Bruno         | Mauro Badaracchi       |
| 2005 Wereldbeker #1          | CHN            | Tan Zongliang           | Tan Zongliang          |
| 2005 Wereldbeker #2          | RUS *          | Vladimir Gontcharov     |                        |
| 2005 Wereldbeker #3          | RUS            | Vladimir Isakov         | Vladimir Isakov        |
| 2005 Wereldbeker #4          | KOR            | Jin Jong Oh             | Jin Jong Oh            |
| 2006 Wereldbeker #1          | PRK            | Kim Jong Su             | Kwon Tong Hyok         |
| 2006 Wereldbeker #2          | FRA            | Walter Lapeyre          | Walter Lapeyre         |
| 2006 Wereldbeker #3          | ARM            | Norayr Bakhtamyan       | Norayr Bakhtamyan      |
| 2006 Wereldbeker #4          | BUL            | Tanyu Kiriakov          | Tanyu Kiriakov         |
| 2007 Wereldbeker #1          | SRB            | Damir Mikec             | Damir Mikec            |
| 2007 Wereldbeker #2          | KOR            | Lee Dae Myung           | Lee Dae Myung          |
| 2007 Wereldbeker #3          | BLR            | Yury Dauhapolau         | Yury Dauhapolau        |
| 2007 Wereldbeker #4          | IND            | Smaresh Jung            | Smaresh Jung           |
| Amerikaanse kampioenschappen | USA            | Thomas Rose             | Brian Beaman           |
| Pan-Amerikaanse Spelen       | BRA            | Julio Almeida           | Julio Almeida          |
| Afrikaanse kampioenschappen  | EGY            | Yasser El-Assy          | Mahmod Abdelaly        |
| Europese kampioenschappen    | POL            | Wojciech Knapik         | Wojciech Knapik        |
| Europese kampioenschappen    | UKR            | Ivan Rybovalov          | Ivan Rybovalov         |
| Europese kampioenschappen    | GER            | Artoer Ajvazjan         | Florian Schmidt        |
| Aziatische kampioenschappen  | JPN            | Susumu Kobayashi        | Susumu Kobayashi       |
| Aziatische kampioenschappen  | KAZ            | Vladimir Issachenko     | Rashid Yunusmetov      |
| Kampioenschappen van Oceanië | AUS            | Stephen Deller          | David Moore            |
| Wildcard tripartitecommissie | AHO            |                         | Philip Elhage          |
| Wildcard universele plaatsen | MNE            |                         | Nikola Saranovic       |
| Wildcard herverdeeld         | NZL **         |                         | Wang Yang              |
| Wildcard herverdeeld         | TRI            |                         | Roger Daniel           |
| Wildcard herverdeeld         | TJK            |                         | Sergey Babikov         |
| overige                      | AUS            |                         | Daniel Repacholi       |
| overige                      | BLR            |                         | Kanstantsin Lukashyk   |
| overige                      | BRA            |                         | Stenio Yamamoto        |
| overige                      | FIN            |                         | Kai Jahnsson           |
| overige                      | FRA            |                         | Franck Dumoulin        |
| overige                      | GER            |                         | Hans-Jörg Meyer        |
| overige                      | ITA            |                         | Vigilio Fait           |
| overige                      | JPN            |                         | Tomoyuki Matsuda       |
| overige                      | POR            |                         | Joao Costa             |
| overige                      | PRK            |                         | Kim Jong Su            |
| overige                      | ROU            |                         | Iulian Raicea          |
| overige                      | RUS            |                         | Mikhail Nestruev       |
| overige                      | SRI            |                         | Edirisinghe Senanayake |
| overige                      | SUI            |                         | Christoph Schmid       |
| overige                      | SVK            |                         | Pavol Kopp             |
| overige                      | UKR            |                         | Oleg Omelchuk          |
| overige                      | USA            |                         | Jason Turner           |
| overige                      | UZB            |                         | Dilshod Mukhtarov      |
| overige                      | VIE            |                         | Nguyen Manh Tuong      |
| TOTAAL                       |                |                         | 48                     |

## Mannen trap
| kwalificatietoernooi         | quotumplaatsen | gekwalificeerd schutter | aangemeld deelnemer   |
| ---------------------------- | -------------- | ----------------------- | --------------------- |
| Gastland                     | CHN            |                         | Li Yajun              |
| WK 2006                      | GER            | Karsten Bindrich        | Karsten Bindrich      |
| WK 2006                      | IRL            | Derek Burnett           | Derek Burnett         |
| WK 2006                      | CZE            | David Kostelecky        | David Kostelecky      |
| WK Kleiduiven 2005           | ITA            | Massimo Fabrizi         | Erminio Frasca        |
| WK Kleiduiven 2007           | AUS            | Michael Diamond         | Michael Diamond       |
| 2005 Wereldbeker #1          | ITA            | Giovanni Pellielo       | Giovanni Pellielo     |
| 2005 Wereldbeker #2          | AUS            | Adam Vella              | Craig Henwood         |
| 2005 Wereldbeker #3          | SVK            | Mario Filipovic         | Mario Filipovic       |
| 2005 Wereldbeker #4          | RUS            | Alexey Alipov           | Alexey Alipov         |
| 2006 Wereldbeker #1          | POR            | Manuel Silva            | Manuel Silva          |
| 2006 Wereldbeker #2          | IND            | Manavjit Singh Sandhu   | Manavjit Singh Sandhu |
| 2006 Wereldbeker #3          | GER            | Stefan Ruettgeroth      | Stefan Ruettgeroth    |
| 2006 Wereldbeker #4          | RUS            | Pavel Gurkin            | Pavel Gurkin          |
| 2007 Wereldbeker #1          | USA            | Lance Bade              | Dominic Grazioli      |
| 2007 Wereldbeker #2          | SVK            | Erik Varga              | Erik Varga            |
| 2007 Wereldbeker #3          | IND            | Mansher Singh           | Mansher Singh         |
| 2007 Wereldbeker #4          | ESP            | Jesus Serrano           | Jesus Serrano         |
| Amerikaanse kampioenschappen | USA            | Bret Erickson           | Bret Erickson         |
| Pan-Amerikaanse Spelen       | ARG            | Juan Carlos Dasque      | Juan Carlos Dasque    |
| Pan-Amerikaanse Spelen       | CAN            | Giuseppe di Salvatore   | Giuseppe di Salvatore |
| Afrikaanse kampioenschappen  | EGY            | Adham Medhat            | Adham Medhat          |
| Europese kampioenschappen    | FRA            | Yves Tronc              | Yves Tronc            |
| Europese kampioenschappen    | FRA            | Stephane Clamens        | Stephane Clamens      |
| Europese kampioenschappen    | CRO            | Josip Glasnovic         | Josip Glasnovic       |
| Europese kampioenschappen    | ESP            | Alberto Fernandez       | Alberto Fernandez     |
| Aziatische kampioenschappen  | KOR            | Lee Young Sik           | Lee Young Sik         |
| Aziatische kampioenschappen  | KUW            | Naser Meqlad            | Naser Meqlad          |
| Aziatische kampioenschappen  | SIN            | Lee Wung Yew            | Lee Wung Yew          |
| Kampioenschappen van Oceanië | NZL *          | Peter Goodwin           |                       |
| Kampioenschappen van Oceanië | NZL            | Graeme Ede              | Graeme Ede            |
| Wildcard universele plaatsen | BOL            |                         | Cesar David Menacho   |
| Wildcard universele plaatsen | PHI            |                         | Eric Ang              |
| Wildcard herverdeeld         | FIJ            |                         | Glenn Kable           |
| Wildcard herverdeeld         | CHN **         |                         | Li Yang               |
| overige                      | UAE            |                         | Ahmed Al-Maktoum      |
| TOTAAL                       |                |                         | 35                    |

## Mannen dubbele trap
| kwalificatietoernooi         | quotumplaatsen | gekwalificeerd schutter    | aangemeld deelnemer        |
| ---------------------------- | -------------- | -------------------------- | -------------------------- |
| WK 2006                      | HUN            | Roland Gerebics            | Roland Gerebics            |
| WK 2006                      | GBR            | Richard Faulds             | Richard Faulds             |
| WK Kleiduiven 2005           | UAE            | Ahmed Al-Maktoum           | Ahmed Al-Maktoum           |
| WK Kleiduiven 2007           | GBR            | Steven Scott               | Steven Scott               |
| 2006 Wereldbeker #1          | RUS            | Vitaly Fokeev              | Vitaly Fokeev              |
| 2006 Wereldbeker #2          | RUS            | Vasiliy Mosin              | Vasiliy Mosin              |
| 2006 Wereldbeker #3          | IND            | Rajyavardhan Singh Rathore | Rajyavardhan Singh Rathore |
| 2006 Wereldbeker #4          | CHN            | Hu Binyuan                 | Hu Binyuan                 |
| 2007 Wereldbeker #1          | SWE            | Hakan Dahlby               | Hakan Dahlby               |
| 2007 Wereldbeker #2          | USA            | Walton Eller               | Walton Eller               |
| 2007 Wereldbeker #3          | USA            | Joshua Richmond            | Jeffrey Holguin            |
| 2007 Wereldbeker #4          | ITA            | Francesco Daniello         | Francesco Daniello         |
| Pan-Amerikaanse Spelen       | PUR            | Lucas Bennazar Ortiz       | Lucas Bennazar Ortiz       |
| Afrikaanse kampioenschappen  | RSA *          | Byron Swanton              |                            |
| Europese kampioenschappen    | ITA            | Daniele Di Spigno          | Daniele Di Spigno          |
| Aziatische kampioenschappen  | CHN            | Pan Qiang                  | Wang Nan                   |
| Kampioenschappen van Oceanië | AUS            | Russell Mark               | Russell Mark               |
| Wildcard tripartitecommissie | MLT            |                            | William Chetcuti           |
| overige                      | CAN            |                            | Giuseppe di Salvatore      |
| overige                      | NZL            |                            | Graeme Ede                 |
| TOTAAL                       |                |                            | 19                         |

## Mannen skeet
| kwalificatietoernooi         | quotumplaatsen | gekwalificeerd schutter | aangemeld deelnemer   |
| ---------------------------- | -------------- | ----------------------- | --------------------- |
| Gastland                     | CHN            |                         | Jin Di                |
| WK 2006                      | EST            | Andrei Ineshin          | Andrei Ineshin        |
| WK 2006                      | RUS            | Valeriy Shomin          | Valeriy Shomin        |
| WK 2006                      | UKR            | Mikola Milchev          | Mikola Milchev        |
| WK Kleiduiven 2005           | USA            | James Graves            | Randal McLelland      |
| WK Kleiduiven 2007           | ROU            | Ioan Toman              | Ioan Toman            |
| 2005 Wereldbeker #1          | USA            | Vincent Hancock         | Vincent Hancock       |
| 2005 Wereldbeker #2          | ITA            | Ennio Falco             | Ennio Falco           |
| 2005 Wereldbeker #3          | ESP            | Mario Nunez             | Mario Nunez           |
| 2005 Wereldbeker #4          | CYP            | George Achilleos        | George Achilleos      |
| 2006 Wereldbeker #1          | CHN            | Qu Ridong               | Qu Ridong             |
| 2006 Wereldbeker #2          | NOR            | Tore Brovold            | Tore Brovold          |
| 2006 Wereldbeker #3          | GER            | Axel Wegner             | Axel Wegner           |
| 2006 Wereldbeker #4          | GER            | Tino Wenzel             | Tino Wenzel           |
| 2007 Wereldbeker #1          | KUW            | Abdullah Al-Rashidi     | Abdullah Al-Rashidi   |
| 2007 Wereldbeker #2          | CYP            | Antonis Nicolaides      | Antonis Nicolaides    |
| 2007 Wereldbeker #3          | NOR            | Harald Jensen           | Harald Jensen         |
| 2007 Wereldbeker #4          | KUW            | Zaid Al-Mutairi         | Zaid Al-Mutairi       |
| Amerikaanse kampioenschappen | GUA            | Juan Carlos Romero      | Juan Carlos Romero    |
| Pan-Amerikaanse Spelen       | MEX            | Ariel Flores            | Ariel Flores          |
| Pan-Amerikaanse Spelen       | PER            | Marco Matellini         | Marco Matellini       |
| Afrikaanse kampioenschappen  | EGY            | Eslam El-Deep           | Franco Donato         |
| Europese kampioenschappen    | ESP            | Juan Jose Aramburu      | Juan Jose Aramburu    |
| Europese kampioenschappen    | ITA            | Valerio Luchini         | Andrea Benelli        |
| Europese kampioenschappen    | CZE            | Jan Sychra              | Jan Sychra            |
| Europese kampioenschappen    | FRA            | Anthony Terras          | Anthony Terras        |
| Europese kampioenschappen    | DEN            | Anders Golding          | Anders Golding        |
| Aziatische kampioenschappen  | QAT            | Nasser Al-Attiya        | Nasser Al-Attiya      |
| Aziatische kampioenschappen  | QAT            | Aziz Al-Attiya          | Rashid Hamad          |
| Aziatische kampioenschappen  | UAE            | Saeed Al-Maktoum        | Saeed Al-Maktoum      |
| Kampioenschappen van Oceanië | AUS            | George Barton           | George Barton         |
| Kampioenschappen van Oceanië | AUS            | Paul Rahman             | Paul Rahman           |
| Wildcard tripartitecommissie | LIB            |                         | Ziad Richa            |
| Wildcard universele plaatsen | CHI            |                         | Jorge Atalah          |
| Wildcard universele plaatsen | COL            |                         | Diego Duarte          |
| Wildcard universele plaatsen | DOM            |                         | Julio Dujarric        |
| Wildcard universele plaatsen | GRE            |                         | Georgios Salavantakis |
| Wildcard universele plaatsen | KSA            |                         | Saied Al-Mutairi      |
| Wildcard herverdeeld         | BLR **         |                         | Andrei Gerachtchenko  |
| Wildcard herverdeeld         | RUS **         |                         | Konstantin Tsuranov   |
| Wildcard herverdeeld         | SYR            |                         | Roger Dahi            |
| TOTAAL                       |                |                         | 41                    |

## Vrouwen geweer 50 meter drie houdingen
| kwalificatietoernooi         | quotumplaatsen | gekwalificeerd schutter | aangemeld deelnemer     |
| ---------------------------- | -------------- | ----------------------- | ----------------------- |
| WK 2006                      | POL            | Sylwia Bogacka          | Sylwia Bogacka          |
| WK 2006                      | SRB            | Lidija Mihajlovic       | Lidija Mihajlovic       |
| WK 2006                      | USA            | Jamie Beyerle           | Jamie Beyerle           |
| WK 2006                      | SUI            | Annik Marguet           | Annik Marguet           |
| 2005 Wereldbeker #1          | GER *          | Melanie Neininger       |                         |
| 2005 Wereldbeker #2          | CHN            | Yin Wen                 | Du Li                   |
| 2005 Wereldbeker #3          | GER            | Barbara Lechner         | Barbara Lechner         |
| 2005 Wereldbeker #4          | CZE            | Lucie Valova            | Adela Sykorova          |
| 2006 Wereldbeker #1          | CHN            | Liu Bo                  | Wu Liuxi                |
| 2006 Wereldbeker #2          | IND            | Anjali Bhagwat          | Anjali Bhagwat          |
| 2006 Wereldbeker #3          | RUS            | Lioubov Galkina         | Tatiana Goldobina       |
| 2006 Wereldbeker #4          | UKR            | Natallia Kalnysh        | Natallia Kalnysh        |
| 2007 Wereldbeker #1          | FRA            | Marie Laure Gigon       | Marie Laure Gigon       |
| 2007 Wereldbeker #2          | UKR            | Olena Davydova          | Darya Shytko            |
| 2007 Wereldbeker #3          | SVK            | Daniela Peskova         | Daniela Peskova         |
| 2007 Wereldbeker #4          | THA            | Thanyalak Chotpaibunsin | Thanyalak Chotpaibunsin |
| Amerikaanse kampioenschappen | USA            | Kimberly Chrostowski    | Sandra Fong             |
| Pan-Amerikaanse Spelen       | MEX            | Alix Moncada            | Natalia Zamora          |
| Afrikaanse kampioenschappen  | RSA            | Esmari Van Reenen       | Esmari Van Reenen       |
| Europese kampioenschappen    | SUI            | Irene Beyeler           | Irene Beyeler           |
| Europese kampioenschappen    | HUN            | Anita Toth              | Anita Toth              |
| Europese kampioenschappen    | ITA            | Valentina Turisini      | Valentina Turisini      |
| Aziatische kampioenschappen  | KOR            | Jeong Mi Ra             | Kim Yoo Yeon            |
| Aziatische kampioenschappen  | UZB            | Elena Kuznetsova        | Elena Kuznetsova        |
| Kampioenschappen van Oceanië | AUS            | Robyn Van Nus           | Robyn Van Nus           |
| Wildcard herverdeeld         | VEN            |                         | Diliana Mendez          |
| Wildcard herverdeeld         | NOR **         |                         | Kristina Vestveit       |
| overige                      | AUS            |                         | Susan McCready          |
| overige                      | BUL            |                         | Desislava Balabanova    |
| overige                      | CRO            |                         | Suzana Cimbal Spirelja  |
| overige                      | CRO            |                         | Snjezana Pejcic         |
| overige                      | CUB            |                         | Eglis Yaima Cruz        |
| overige                      | CZE            |                         | Katerina Emmons         |
| overige                      | FIN            |                         | Hanna Etula             |
| overige                      | FIN            |                         | Marjo Yli-Kiikka        |
| overige                      | FRA            |                         | Laurence Brize          |
| overige                      | GER            |                         | Sonja Pfeilschifter     |
| overige                      | IND            |                         | Avneet Kaur Sidhu       |
| overige                      | KAZ            |                         | Olga Dovgun             |
| overige                      | MGL            |                         | Batkhuyag Zorigt        |
| overige                      | NOR            |                         | Gyda Ellefsplas Olssen  |
| overige                      | POL            |                         | Agnieszka Staron        |
| overige                      | RUS            |                         | Lioubov Galkina         |
| overige                      | THA            |                         | Sasithorn Hongprasert   |
| TOTAAL                       |                |                         | 43                      |

## Vrouwen luchtgeweer 10 meter
| kwalificatietoernooi         | quotumplaatsen | gekwalificeerd schutter | aangemeld deelnemer     |
| ---------------------------- | -------------- | ----------------------- | ----------------------- |
| Gastland                     | CHN *          |                         |                         |
| WK 2006                      | KAZ            | Olga Dovgun             | Olga Dovgun             |
| WK 2006                      | RUS            | Marina Bobkova          | Olga Desyatsakaya       |
| WK 2006                      | IND            | Avneet Kaur Sidhu       | Avneet Kaur Sidhu       |
| WK 2006                      | GER            | Sylvia Aumann           | Barbara Lechner         |
| WK 2006                      | FRA            | Laurence Brize          | Laurence Brize          |
| 2005 Wereldbeker #1          | CHN            | Zhao Yinghui            | Zhao Yinghui            |
| 2005 Wereldbeker #2          | RUS            | Tatiana Goldobina       | Lioubov Galkina         |
| 2005 Wereldbeker #3          | CZE            | Pavla Kalna             | Pavla Kalna             |
| 2005 Wereldbeker #4          | GER            | Sonja Pfeilschifter     | Sonja Pfeilschifter     |
| 2006 Wereldbeker #1          | MGL            | Batkhuyag Zorigt        | Batkhuyag Zorigt        |
| 2006 Wereldbeker #2          | CZE            | Katerina Kurkova        | Katerina Emmons         |
| 2006 Wereldbeker #3          | ITA *          | Elsa Caputo             |                         |
| 2006 Wereldbeker #4          | CRO            | Snjezana Pejcic         | Snjezana Pejcic         |
| 2007 Wereldbeker #1          | BUL            | Desislava Balabanova    | Desislava Balabanova    |
| 2007 Wereldbeker #2          | CRO            | Suzana Cimbal Spirelja  | Suzana Cimbal Spirelja  |
| 2007 Wereldbeker #3          | NOR            | Gyda Ellefsplas Olssen  | Gyda Ellefsplas Olssen  |
| 2007 Wereldbeker #4          | KOR            | Lee Hye Jin             | Kim Yeo Oul             |
| Amerikaanse kampioenschappen | USA            | Emily Caruso            | Emily Caruso            |
| Pan-Amerikaanse Spelen       | CUB            | Eglis Yaima Cruz        | Eglis Yaima Cruz        |
| Afrikaanse kampioenschappen  | RSA *          | Tessa Cloete            |                         |
| Europese kampioenschappen    | FIN            | Hanna Etula             | Hanna Etula             |
| Europese kampioenschappen    | POL            | Agnieszka Staron        | Agnieszka Staron        |
| Europese kampioenschappen    | FIN            | Marjo Yli-Kiikka        | Marjo Yli-Kiikka        |
| Aziatische kampioenschappen  | THA            | Sasithorn Hongprasert   | Sasithorn Hongprasert   |
| Aziatische kampioenschappen  | KOR            | Kim Chan Mi             | Kim Chan Mi             |
| Kampioenschappen van Oceanië | AUS            | Susannah Smith          | Susan McCready          |
| Wildcard tripartitecommissie | NEP            |                         | Phool Maya Kyapchhaki   |
| Wildcard herverdeeld         | EGY **         |                         | Shimaa Abdel-Latif      |
| Wildcard herverdeeld         | INA            |                         | Yosheefin Prasasti      |
| Wildcard herverdeeld         | TKM            |                         | Yekaterina Arabova      |
| Wildcard herverdeeld         | UKR **         |                         | Dariya Sharipova        |
| Wildcard herverdeeld         | MON            |                         | Fabienne Pasetti        |
| overige                      | AUS            |                         | Robyn Van Nus           |
| overige                      | CHN            |                         | Du Li                   |
| overige                      | FRA            |                         | Marie Laure Gigon       |
| overige                      | HUN            |                         | Anita Toth              |
| overige                      | IND            |                         | Anjali Bhagwat          |
| overige                      | ITA            |                         | Valentina Turisini      |
| overige                      | NOR            |                         | Kristina Vestveit       |
| overige                      | POL            |                         | Sylwia Bogacka          |
| overige                      | SRB            |                         | Lidija Mihajlovic       |
| overige                      | SUI            |                         | Irene Beyeler           |
| overige                      | SUI            |                         | Annik Marguet           |
| overige                      | SVK            |                         | Daniela Peskova         |
| overige                      | THA            |                         | Thanyalak Chotpaibunsin |
| overige                      | UKR            |                         | Natallia Kalnysh        |
| overige                      | USA            |                         | Jamie Beyerle           |
| overige                      | UZB            |                         | Elena Kuznetsova        |
| overige                      | VEN            |                         | Diliana Mendez          |
| TOTAAL                       |                |                         | 47                      |

## Vrouwen pistool 25 meter
| kwalificatietoernooi         | quotumplaatsen | gekwalificeerd schutter | aangemeld deelnemer         |
| ---------------------------- | -------------- | ----------------------- | --------------------------- |
| Gastland                     | CHN            |                         | Fei Fengji                  |
| WK 2006                      | BLR            | Zhanna Shapialevich     | Zhanna Shapialevich         |
| WK 2006                      | FRA *          | Celine Goberville       |                             |
| WK 2006                      | UKR            | Olena Kostevytsj        | Olena Kostevytsj            |
| WK 2006                      | GER            | Stefanie Thurmann       | Stefanie Thurmann           |
| 2005 Wereldbeker #1          | BUL            | Maria Grozdeva          | Maria Grozdeva              |
| 2005 Wereldbeker #2          | CHN            | Chen Ying               | Chen Ying                   |
| 2005 Wereldbeker #3          | SRB            | Jasna Sekaric           | Jasna Sekaric               |
| 2005 Wereldbeker #4          | MGL            | Gundegmaa Otryad        | Gundegmaa Otryad            |
| 2006 Wereldbeker #1          | GEO            | Nino Saloekvadze        | Nino Saloekvadze            |
| 2006 Wereldbeker #2          | ESP            | Maria Pilar Fernandez   | Maria Pilar Fernandez       |
| 2006 Wereldbeker #3          | ITA            | Maura Genovesi          | Maura Genovesi              |
| 2006 Wereldbeker #4          | BUL            | Antoaneta Boneva        | Irena Tanova                |
| 2007 Wereldbeker #1          | KOR            | Choi Kum Ram            | Lee Ho Lim                  |
| 2007 Wereldbeker #2          | JPN            | Michiko Fukushima       | Michiko Fukushima           |
| 2007 Wereldbeker #3          | HUN            | Zsofia Csonka           | Zsofia Csonka               |
| 2007 Wereldbeker #4          | RUS            | Galina Beliaeva         | Yuliya Alipava              |
| Amerikaanse kampioenschappen | USA            | Elizabeth Callahan      | Elizabeth Callahan          |
| Pan-Amerikaanse Spelen       | USA            | Sandra Uptagrafft       | Rebecca Snyder              |
| Afrikaanse kampioenschappen  | RSA *          | Maria Swanepoel         |                             |
| Europese kampioenschappen    | ALB            | Lindita Kodra           | Lindita Kodra               |
| Europese kampioenschappen    | FRA            | Stephanie Tirode        | Stephanie Tirode            |
| Europese kampioenschappen    | CZE            | Petra Hykova            | Michaela Musilova           |
| Aziatische kampioenschappen  | THA            | Tanyaporn Prucksakorn   | Tanyaporn Prucksakorn       |
| Aziatische kampioenschappen  | KOR            | Gang Eun Ra             | Ahn Soo Kyeong              |
| Kampioenschappen van Oceanië | AUS            | Linda Ryan              | Dina Aspandiyarova          |
| Wildcard universele plaatsen | ECU            |                         | Carmen Malo                 |
| Wildcard herverdeeld         | POL **         |                         | Slawomira Szpek             |
| overige                      | AUS            |                         | Lalita Yauhleuskaya         |
| overige                      | BLR            |                         | Viktoria Chaika             |
| overige                      | CAN            |                         | Avianna Chao                |
| overige                      | CZE            |                         | Lenka Maruskova             |
| overige                      | ESA            |                         | Luisa Maida                 |
| overige                      | ESP            |                         | Sonia Franquet              |
| overige                      | FRA            |                         | Brigitte Roy                |
| overige                      | GER            |                         | Munkhbayar Dorjsuren        |
| overige                      | KAZ            |                         | Zauresh Baibussinova        |
| overige                      | MGL            |                         | Munkzul Tsogbadrah          |
| overige                      | POL            |                         | Miroslawa Sagun Lewandowska |
| overige                      | PRK            |                         | Jo Yong Suk                 |
| overige                      | RUS            |                         | Natalia Paderina            |
| overige                      | SUI            |                         | Sandra Kolly                |
| overige                      | TPE            |                         | Huang Yi Ling               |
| TOTAAL                       |                |                         | 41                          |

## Vrouwen luchtpistool
| kwalificatietoernooi         | quotumplaatsen | gekwalificeerd schutter     | aangemeld deelnemer         |
| ---------------------------- | -------------- | --------------------------- | --------------------------- |
| WK 2006                      | RUS            | Natalia Paderina            | Natalia Paderina            |
| WK 2006                      | AUS            | Dina Aspandiyarova          | Dina Aspandiyarova          |
| WK 2006                      | MGL            | Munkzul Tsogbadrah          | Munkzul Tsogbadrah          |
| WK 2006                      | CZE            | Lenka Maruskova             | Lenka Maruskova             |
| WK 2006                      | BLR *          | Liudmila Chabatar           |                             |
| 2005 Wereldbeker #1          | AUS            | Lalita Yauhleuskaya         | Lalita Yauhleuskaya         |
| 2005 Wereldbeker #2          | BLR            | Viktoria Chaika             | Viktoria Chaika             |
| 2005 Wereldbeker #3          | KOR *          | Park Nam Suk                |                             |
| 2005 Wereldbeker #4          | KOR            | Lee Ho Lim                  | Gim Yun Mi                  |
| 2006 Wereldbeker #1          | CHN            | Ren Jie                     | Ren Jie                     |
| 2006 Wereldbeker #2          | CHN            | Sun Rongli                  | Guo Wenjun                  |
| 2006 Wereldbeker #3          | GER            | Munkhbayar Dorjsuren        | Munkhbayar Dorjsuren        |
| 2006 Wereldbeker #4          | SUI            | Sandra Kolly                | Sandra Kolly                |
| 2007 Wereldbeker #1          | KAZ            | Zauresh Baibussinova        | Zauresh Baibussinova        |
| 2007 Wereldbeker #2          | POL            | Miroslawa Sagun Lewandowska | Miroslawa Sagun Lewandowska |
| 2007 Wereldbeker #3          | RUS            | Olga Kousnetsova            | Svetlana Smirnova           |
| 2007 Wereldbeker #4          | SUI            | Angela Schuler              | Cornelia Froelich           |
| Amerikaanse kampioenschappen | USA            | Rebecca Snyder              | Brenda Shinn                |
| Pan-Amerikaanse Spelen       | CAN            | Avianna Chao                | Avianna Chao                |
| Afrikaanse kampioenschappen  | TUN *          | Olfa Cherni                 |                             |
| Europese kampioenschappen    | GER            | Claudia Verdicchio          | Claudia Verdicchio          |
| Europese kampioenschappen    | FIN            | Mira Nevansuu               | Mira Nevansuu               |
| Europese kampioenschappen    | ESP            | Sonia Franquet              | Sonia Franquet              |
| Aziatische kampioenschappen  | PRK            | Jo Yong Suk                 | Jo Yong Suk                 |
| Aziatische kampioenschappen  | TPE            | Huang Yi Ling               | Huang Yi Ling               |
| Kampioenschappen van Oceanië | NZL *          | Ann Potter                  |                             |
| Wildcard tripartitecommissie | ESA            |                             | Luisa Maida                 |
| Wildcard tripartitecommissie | PAR            |                             | Patricia Wilka              |
| Wildcard herverdeeld         | FRA **         |                             | Brigitte Roy                |
| Wildcard herverdeeld         | URU            |                             | Carolina Lozado             |
| overige                      | ALB            |                             | Lindita Kodra               |
| overige                      | BLR            |                             | Zhanna Shapialevich         |
| overige                      | BUL            |                             | Maria Grozdeva              |
| overige                      | BUL            |                             | Irena Tanova                |
| overige                      | CZE            |                             | Michaela Musilova           |
| overige                      | ESP            |                             | Maria Pilar Fernandez       |
| overige                      | FRA            |                             | Stephanie Tirode            |
| overige                      | GEO            |                             | Nino Saloekvadze            |
| overige                      | HUN            |                             | Zsofia Csonka               |
| overige                      | ITA            |                             | Maura Genovesi              |
| overige                      | JPN            |                             | Michiko Fukushima           |
| overige                      | KOR            |                             | Lee Ho Lim                  |
| overige                      | MGL            |                             | Gundegmaa Otryad            |
| overige                      | POL            |                             | Slawomira Szpek             |
| overige                      | SRB            |                             | Jasna Sekaric               |
| overige                      | THA            |                             | Tanyaporn Prucksakorn       |
| overige                      | UKR            |                             | Olena Kostevych             |
| overige                      | USA            |                             | Rebecca Snyder              |
| TOTAAL                       |                |                             | 44                          |

## Vrouwen trap
| kwalificatietoernooi         | quotumplaatsen | gekwalificeerd schutter | aangemeld deelnemer  |
| ---------------------------- | -------------- | ----------------------- | -------------------- |
| Gastland                     | CHN            |                         | Liu Yingzi           |
| WK 2006                      | PRK            | Chae Hye Gyong          | Pak Yong Hui         |
| WK 2006                      | GBR            | Lesley Goddard          | Charlotte Kerwood    |
| WK Kleiduiven 2005           | ITA            | Deborah Gelisio         | Deborah Gelisio      |
| WK Kleiduiven 2007           | LTU            | Daina Gudzinevičiūtė    | Daina Gudzinevičiūtė |
| 2006 Wereldbeker #1          | SVK            | Zuzana Stefecekova      | Zuzana Stefecekova   |
| 2006 Wereldbeker #2          | USA            | Theresa Dewitt          | Corey Cogdell        |
| 2006 Wereldbeker #3          | GER            | Susanne Kiermayer       | Susanne Kiermayer    |
| 2006 Wereldbeker #4          | FIN            | Satu Makela-Nummela     | Satu Makela-Nummela  |
| 2007 Wereldbeker #1          | FRA            | Delphine Racinet        | Delphine Racinet     |
| 2007 Wereldbeker #2          | JPN            | Yukie Nakayama          | Yukie Nakayama       |
| 2007 Wereldbeker #3          | SMR            | Daniela Del Din         | Daniela Del Din      |
| 2007 Wereldbeker #4          | AUS            | Suzanne Balogh          | Stacy Roiall         |
| Amerikaanse kampioenschappen | CAN            | Sandra Honour           | Susan Nattrass       |
| Afrikaanse kampioenschappen  | RSA            | Diane Swanton           | Diane Swanton        |
| Europese kampioenschappen    | RUS            | Elena Tkach             | Irina Laricheva      |
| Aziatische kampioenschappen  | KAZ            | Elena Struchaeva        | Elena Struchaeva     |
| Kampioenschappen van Oceanië | NZL            | Natalie Rooney          | Nadine Stanton       |
| Wildcard tripartitecommissie | NAM            |                         | Gaby Diana Ahrens    |
| Wildcard herverdeeld         | KOR **         |                         | Lee Bo Na            |
| TOTAAL                       |                |                         | 20                   |

## Vrouwen skeet
| kwalificatietoernooi         | quotumplaatsen | gekwalificeerd schutter   | aangemeld deelnemer       |
| ---------------------------- | -------------- | ------------------------- | ------------------------- |
| Gastland                     | CHN            |                           | Wei Ning                  |
| WK 2006                      | ITA            | Chiara Cainero            | Chiara Cainero            |
| WK 2006                      | GBR            | Elena Little              | Elena Little              |
| WK Kleiduiven 2005           | FRA            | Veronique Girardet-Allard | Veronique Girardet-Allard |
| WK Kleiduiven 2007           | THA            | Sutiya Jiewchaloemmit     | Sutiya Jiewchaloemmit     |
| 2006 Wereldbeker #1          | GER            | Christine Brinker         | Christine Brinker         |
| 2006 Wereldbeker #2          | RUS            | Svetlana Demina           | Svetlana Demina           |
| 2006 Wereldbeker #3          | SVK            | Danka Bartekova           | Danka Bartekova           |
| 2006 Wereldbeker #4          | CYP            | Andri Eleftheriou         | Andri Eleftheriou         |
| 2007 Wereldbeker #1          | SWE            | Nathalie Larsson          | Nathalie Larsson          |
| 2007 Wereldbeker #2          | KOR            | Kim Min Ji                | Kim Min Ji                |
| 2007 Wereldbeker #3          | HUN            | Diana Igaly               | Diana Igaly               |
| 2007 Wereldbeker #4          | FIN            | Marjut Heinonen           | Marjut Heinonen           |
| Amerikaanse kampioenschappen | USA            | Haley Dunn                | Kimberly Rhode            |
| Afrikaanse kampioenschappen  | EGY            | Mona El-Hawary            | Mona El-Hawary            |
| Europese kampioenschappen    | ROU            | Lucia Mihalache           | Lucia Mihalache           |
| Aziatische kampioenschappen  | PRK            | Pak Jong Ran              | Pak Jong Ran              |
| Kampioenschappen van Oceanië | AUS            | Lauryn Mark               | Natalia Rahman            |
| Wildcard universele plaatsen | AZE            |                           | Zemfira Meftakhetdinova   |
| TOTAAL                       |                |                           | 19                        |

* ongebruikte quotumplaatsen
** geruilde onderdelen
Opmerking: Schutters verdienen plaatsen voor hun land, niet op persoonlijke titel. Een schutter kan slechts één quotumplaats verdienen. Indien gekwalificeerde schutters op een andere onderdeel nog een quotumplaats verdienen, dan gaat deze quotumplaats naar de eerst volgende schutter in de uitslag die nog geen quotumplaats heeft verdiend. Het is landen toegestaan om quotumplaatsen tussen verschillende onderdelen te wisselen, dat wil zeggen dat een verdiende quotumplaats op een onderdeel wordt opgegeven en geruild voor een quotumplaats op een onderdeel waarop geen quotumplaats was verdiend (onder voorbehoud van beschikbaarheid van het aantal plaatsen op dat onderdeel).
Atletiek · 
Badminton · 
Basketbal · 
Boksen · 
Boogschieten · 
Gewichtheffen ·
Gymnastiek · 
Handbal · 
Hockey · 
Honkbal · 
Judo · 
Kanovaren · 
Moderne vijfkamp · 
Paardensport · 
Roeien ·
Schermen · 
Schietsport ·
Schoonspringen ·
Softbal ·
Synchroonzwemmen ·
Taekwondo ·
Tafeltennis ·
Tennis ·
Triatlon ·
Voetbal · 
Volleybal ·
Waterpolo ·
Wielersport · 
Worstelen ·
Zeilen ·
Zwemmen